# Vizegrafschaft Albi
Die Vizegrafschaft Albi mit dem Hauptort Albi ist erstmals Ende des 10. Jahrhunderts mit dem Vizegrafen Atton aus dem Haus Trencavel bezeugt. Dessen Nachkommen bleiben im Besitz der Herrschaft bis zum Beginn des 13. Jahrhunderts: Vizegraf Raimund-Roger wurde wegen Häresie eingekerkert und starb 1209 im Gefängnis in Carcassonne.
1224 erhielt sein Sohn die Vizegrafschaft zurück, die aber bereits 1226 vom französischen König beschlagnahmt wurde. 1247 wurde sie endgültig der Domaine royal einverleibt.
Seitenlinien der Vizegrafen von Albi hielten zeitweise die Grafschaft Gévaudan sowie unter anderem die Vizegrafschaft Lautrec und die Vizegrafschaft Nîmes.

## Graf von Albi
- Armengol (Ermengaud, Hermenegild), Graf von Albi; seine Tochter Gersende heiratete Odo (Eudes) († 918/919), Graf von Toulouse (Haus Toulouse)

## Vizegrafen von Albi
- Aton I., Vizegraf von Albi
- Bernard Aton I. († 937), Vizegraf von Albi, dessen Sohn
- Aton II. († 942), Vizegraf von Albi, dessen Sohn
- Bernard Aton II. († 990), Vizegraf von Albi, dessen Sohn
- Aton III. († 1030), Vizegraf von Albi, dessen Sohn
- Bernard Aton III. († 1060), Vizegraf von Albi, dessen Sohn
- Raimund Bernard Trencavel († 1074), Vizegraf von Albi und Nîmes, dessen Sohn, verheiratet mit Ermengarde, Erbtochter des Grafen Pedro Ramón von Carcassonne
- Bernard Aton IV. Trencavel († 1129), Vizegraf von Albi, Nîmes, Agde, Carcassonne, Béziers und Rasès, dessen Sohn
- Roger I. Trencavel († 1150), Vizegraf von Carcassonne und Rasès, dessen Sohn
- Raimund I. Trencavel († 1167), Vizegraf von Béziers, Carcassonne und Rasès, dessen Bruder
- Roger II. Taillefer († 1194), Vizegraf von Carcassonne, Béziers und Rasès, dessen Sohn
- Raimund-Roger Trencavel (1185–1209), Vizegraf von Carcassonne, Béziers und Rasès
- Raimund II. Trencavel († 1263), erhielt Albi 1224–1226 zurück, dessen Sohn